# Mike Rich
Michael A. Rich (* 1959 in Enterprise, Oregon) ist ein US-amerikanischer Drehbuchautor.

## Leben
Michael A. Rich studierte nach seinem Schulabschluss an der Enterprise High School Wirtschaft an der Oregon State University. Anschließend arbeitete er als Journalist beim Portlander Radiosender KINK. 1998 gewann er mit seinem Drehbuch zum späteren Filmdrama Forrester – Gefunden! den Drehbuchwettbewerb Nicholl Fellowships in Screenwriting der Academy of Motion Picture Arts and Sciences. Das Drehbuch war seinem Englischlehrer Mr. Forster aus seiner Highschoolzeit gewidmet.

## Filmografie (Auswahl)
- 2000: Forrester – Gefunden! (Finding Forrester)
- 2002: Die Entscheidung – Eine wahre Geschichte (The Rookie)
- 2003: Sie nennen ihn Radio (Radio)
- 2006: Es begab sich aber zu der Zeit… (The Nativity Story)
- 2010: Secretariat – Ein Pferd wird zur Legende (Secretariat)
- 2017: Cars 3: Evolution (Cars 3)